# Карта Птолемеја
Карта Птолемеја или Птоломејева мапа - је мапа света и 26 посебних мапа земљине површине, које је древни грчки научник Клаудије Птолемеј приложио су свом трактату „Водич кроз географију“. Трактат је написан око 150. године. У мапама се помиње око 8000 градова и места са њиховим географским координатама.
Оригинали карата су изгубљени, али је сам трактат откривен на размеђу 13. и 14. века. Пре ере великих географских открића, Птоломеј је Европљанима служио као главни извор географских информација. На основу његових описа ренесансни картографи успели су да реконструишу изгубљену мапу света.

## Историја
Птоломејев спис „Водич кроз географију“ написан је око 150. године. Трактат је откривен око 1300. године. Најстарији познати примерак чува се у библиотеци манастира Ватопед - издање потиче из 11. века, књига је написана на пергаменту - дужина странице је 37 цм, ширина 25 цм. Књига се састоји од 66 страница са текстом и 42 странице са мапама у боји.

## Опис
Птоломејева карта састоји се од обједињене мапе целог света познатог до тада и 26 детаљнијих мапа: 10 регионалних мапа Европе, 4 мапе Африке, 12 мапа Азије.
Птоломејеве мапе садрже много грешака. Ератостен је израчунао скоро тачну вредност земљиног обима, али га је Посејдоније смањио за више од четвртине и управо ту погрешну вредност је користио Птоломеј. Птоломеј је повукао нулти меридијан кроз Канарска острва. Због приказа претеране величине Азије од стране морепловаца тог доба, испоставило се да се свет познат до тада протезао више од 180° (заправо 130°).
На 180. меридијану мапе Птоломеја налази се Кина - џиновска копнена маса која се протеже од врха карте до екватора. Према Птоломејевој мапи, непознати део азијског континента протеже се до Тихог океана. Ово је био класични Птоломејев поглед на Земљу као сферу смањену за четвртину у поређењу са њеном стварном величином током више од десетак векова и покривену копном, заузимајући 2/3 северне хемисфере.

## Утицај Птоломејеве мапе
Птоломејеви списи стекли су такав ауторитет да су и век после Колумбових и Магеланових открића, која су подривала основне принципе Птоломејеве географије, мапе у стилу Птоломеја и даље објављиване. Неке од Птоломејевих заблуда упорно су се понављале на картама 17. и 18. века, а што се тиче унутрашње Африке, његова карта је била једина почетком 19. века. Због мапе Птоломеја Христофор Колумбо је био сигуран да за долазак до Индије треба да пловите према западу.